# Arco riflesso spinale
L'arco riflesso spinale è adibito alla comunicazione fra due fibre, una sensitiva e l'altra motoria: essa avviene senza che vi sia coinvolgimento dei centri nervosi superiori. Un esempio di arco riflesso motorio è quello del riflesso miotatico.

## Anatomia del riflesso miotatico
Quando un muscolo si allunga (ad es. a seguito di una stimolazione sul tendine) questo tende a contrarsi per via riflessa.

Il meccanismo è dato da un aumento di scarica delle fibre afferenti di tipo Ia, stimolate dallo stiramento delle fibre intrafusali. In tal modo il muscolo tende a riportarsi ad uno stato di lunghezza costante. Difatti il fenomeno può essere considerato come un meccanismo di feedback negativo.

Si considera tale riflesso monosinaptico perché in sostanza ciò che accade è che l'aumento di scarica di suddette fibre, le quali entrano nel midollo a livello del corno posteriore della sostanza grigia, determina una eccitazione sinaptica del motoneurone alfa corrispondente alla stessa struttura muscolare che fuoriesce dal midollo a livello del corno anteriore.
Tale riflesso è importante nel movimento e nel tono, come pure nella postura, in quanto un mal posizionamento del muscolo può determinare l'attivazione riflessa del motoneurone andando a correggere l'errore stesso.

Pur se il riflesso è monosinaptico, per il principio dell'innervazione reciproca è importante osservare che oltre alla contrazione del muscolo stimolato si può osservare una contrazione dei muscoli sinergici e un rilassamento degli antagonisti.
Esiste anche un riflesso inverso, dovuto alla stimolazione degli organi tendinei di Golgi, agente tramite un interneurone inibitorio, che causa il rilassamento del muscolo, con lo scopo di evitare il danneggiamento dello stesso. Inoltre questi recettori segnalano anche modeste variazioni della tensione del muscolo e quindi forniscono al Sistema nervoso centrale informazioni riguardo al suo stato di contrazione.